# Кожемякин, Пётр Николаевич
Пётр Николаевич Кожемякин — советский хозяйственный и политический деятель.

## Биография
Родился в 1932 году в селе Ваганы. Член КПСС.
Окончил курсы трактористов.
С 1943 года — на хозяйственной, общественной и политической работе.
В 1943—1950 гг. — крестьянин, слесарь, механизатор колхоза имени Сталина Нолинского района Кировской области.
В 1954—1975 гг. — комбайнер объединённого колхоза «Рассвет» Немского района Кировской области.
В 1975—1991 гг. — звеньевой зерноводческого звена совхоза «Кировец» Немского района Кировской области.
Указом Президиума Верховного Совета СССР от 23 декабря 1976 года присвоено звание Героя Социалистического Труда с вручением ордена Ленина и золотой медали «Серп и Молот».
Делегат XXV съезда КПСС.
Умер в 1998 году в селе Ильинском.